# Quyền bản ghi
Quyền bản ghi là quyền của ca sĩ/nghệ sĩ biểu diễn/chủ sở hữu tác phẩm (bài hát) đối với tác phẩm âm nhạc ở dạng bản ghi (định dạng kỹ thuật số, đĩa CD, đĩa vinyl, băng cassette, v.v.).
Trong luật bản quyền, quyền bản ghi là giấy phép từ chủ sở hữu bản quyền của một sáng tác hoặc tác phẩm âm nhạc, cho một bên khác để tạo "bài hát cover", sao chép hoặc lấy mẫu một phần của tác phẩm gốc. Nó áp dụng cho các tác phẩm có bản quyền không thuộc Phạm vi công cộng.

## Nội dung
Hầu hết các tác phẩm âm nhạc hiện đại bao gồm 02 yếu tố bản quyền riêng biệt. Thứ nhất là bản thân tác phẩm, bao gồm cả tác phẩm âm nhạc và lời bài hát, mỗi tác phẩm có thể có bản quyền riêng biệt. Thứ hai là bản ghi âm, bao gồm cả các bản sao hữu hình của buổi biểu diễn tác phẩm (chẳng hạn như đĩa vinyl, băng cassette, đĩa CD và các định dạng kỹ thuật số như MP3, FLAC, WAV...) và các buổi biểu diễn công khai bản ghi âm (ví dụ như phát qua radio).
Bản quyền giữa sáng tác (Musical Compositions) và bản ghi (Sound Recordings) thường do các bên khác nhau nắm giữ. Đối với Quyền bản ghi, những người nắm giữ thường là các Ca sĩ, Nghệ sĩ biểu diễn và Nhà sản xuất âm nhạc (Producers and Sound Engineers).
Hiện chưa có quy định cụ thể về Quyền bản ghi trong Bộ luật dân sự 2015 tại Việt Nam và thay vào đó là Quyền liên quan, nhằm chỉ chung các quyền liên quan đến Quyền tác giả.